# Lucie Paul-Margueritte
Pour les articles homonymes, voir Margueritte.
Lucie Paul-Margueritte, née le 9 janvier 1886 à Paris où elle est morte le 10 mai 1955, est une écrivaine de langue française.

## Biographie
Elle est la petite-fille du général Jean-Auguste Margueritte, la fille de Paul Margueritte, la nièce de Victor Margueritte. Grâce à son père et à son oncle, elle fréquente Stéphane Mallarmé, Alphonse Daudet, Guillaume Apollinaire, Louis Bertrand. Elle voyage en Algérie, en Corse, en Italie. Elle commence à publier dans des magazines à dix-huit ans. Après trois ans de mariage, elle divorce et vit avec sa sœur Ève Paul-Margueritte, devenue veuve. Elles élèvent le fils de cette dernière et vivent de leur plume.
Elle a traduit de nombreux romans anglais, dont Dracula de Bram Stoker.
Elle fit partie, tout comme sa sœur, du premier club gastronomique féminin, le Club des belles perdrix,.
Elle fut directrice de la publication de Scène et monde (« périodique illustré, publie des comédies, contes et poèmes tous les mois ») de 1939 à 1944.
Elle est enterrée ainsi que sa sœur au cimetière d'Auteuil (16e arrondissement de Paris).

## Œuvres
- Paillettes, E. Sansot et Cie, 1908 [lire en ligne]
- Le Chemin des écolières, A. Michel, 1913 ; traduction en espagnol : El camino más largo, Valencia, Prometeo, 1927 [7]
- Les Colombes, A. Michel, 1915
- Le Singe et son violon, Albin Michel, 1918, illustrations de Charles Martin[8],[note 1]
- « L'avertissement. Nouvelle », Le Gaulois du dimanche, 14 aout 1920 lire en ligne sur Gallica
- Les Confidences libertines, dessins de Marcel François, L’Édition, 1922
- La jeune fille mal élevée, Flammarion, 1922[9]
- La lanterne chinoise, Ed. Baudinière, 1930[10]
- Le miroir magique : sur des thèmes chinois, vingt-six poèmes, illustré de lettrines par Wang Chao Ki, gravées par Raoul Serres, Cent femmes amies des livres, 1932
- L'Amant démasqué, illustrations de Roger Chapelain-Midy, Férenczi, 1933
- Tunisiennes, Denoël, 1937 ; réédition L'Harmattan, présentation de Denise Brahimi avec la collaboration de Besma Kamoun-Nouaïri et Roger Little, 2015[11]
- Ève et Lucie Paul-Margueritte, Auteuil et Passy. Des origines à nos jours, Société historique d'Auteuil et de Passy, 1946.
- Eve et Lucie Paul-Margueritte, Deux frères, deux sœurs, deux époques littéraires, 1951, 258 p.
- En Algérie : enquêtes et souvenirs, huit reproductions d'après Lucien Martial, préface de Jérôme et Jean Tharaud, Impr. de J. Peyronnet, 1948[12] ; réédition L'Harmattan, présentation de Denise Brahimi avec la collaboration de Besma Kamoun-Nouaïri et Roger Little, 2015
- L'Oncle Amiral : contes chinois, illustrations d'Ivane Marchegay, Omnium variété, [ca. 1955]

## Traductions
- Conan Doyle, Les Plans du Bruce-Partington, trois illustrations de P. B. Hickling, Je sais tout : magazine encyclopédique illustré, 15 février 1910 lire en ligne sur Gallica
- E. Phillips Oppenheim, La Chasse à l'homme, traduction de Lucie Paul-Margueritte, Tallandier, 1912 couverture
- Garrett P. Serviss (en), Le Second Déluge, trad. Ève Paul-Margueritte & Lucie Paul-Margueritte, illustré par Serafino Macchiati, Je sais tout : magazine encyclopédique illustré, 15 août 1912 lire en ligne sur Gallica
- Alice and Claude Askew (en), La Belle aux cheveux d'or, traduit de l'anglais par Ève et Lucie Paul-Margueritte, L'Écho de Paris, 26 octobre-16 novembre 1912 lire en ligne sur Gallica
- Lilian Turner (en), Vers les étoiles, traduit de l'anglais par Ève et Lucie Paul-Margueritte, L'Écho de Paris, 6 avril-26 avril 1914 lire en ligne sur Gallica
- Bram Stoker, Dracula, l'homme de la nuit, traduit de l'anglais par Ève et Lucie Paul-Margueritte, illustrations de Pierre Falké, l'Édition française illustrée, 1920[13]
- A jolie fille, joli garçon. Le Procès des épingles d'or. Miroir de beauté. Les Amours de Mme Fleur, adapté des Kin-kou-ki-kouan, E. Flammarion, sd (1922)
- W. R. H. Trowbridge, Sept belles pécheresses - Duchesse de Chateauroux-Duchesse de Kendal-Catherine II de Russie-Duchesse de Kingston-Comtesse de Lamotte-Duchesse de Polignac-Lola Montes, traduction de Ève et Lucie Paul-Margueritte, Jules Tallandier, 1913[14]
- Meng li Lo, La Folle d'amour, confession d'une chinoise du XVIIIe siècle, adapté par Lucie Paul-Margueritte, illustré par Wang Chao Ki, Édition du Siao, 1949[note 2]
- Proverbes kurdes, précédés d'une étude sur la poésie kurde par Lucie Paul-Margueritte et l’émir Kamuran Bedir Khan (en), contenant la traduction de poèmes de Ali Termouki, Berger-Levrault, 1937[15]
- Le Lama rouge, et autres contes, traduction par Tcheng-Loh et Lucie Paul-Margueritte de 60 récits du Yuewei caotang biji (zh) (閱微草堂筆記) de Ji Yun (紀昀), Éditions de l'Abeille d'or, 1923
- Ts'ing Ngai ou Les plaisirs contrariés : conte chinois ancien adapté des Kin-kou-ki-kouan par Lucie Paul-Margueritte, illustré de seize peintures sur soie de Ouang Chao Ki[16], 1927 ; réédition Éd. You-Feng, 2005
- Amour filial, légendes chinoises : les vingt-quatre exemples de piété filiale, adaptation française de Er shi si xiao (zh) par Lucie Paul-Margueritte, peintures sur soie de Wang Chao-ki, SIAO, 1929 ; réédition Éd. You-feng, 2005[17]
- Chants berbères du Maroc, adaptés par Lucie Paul-Margueritte, Berger-Levrault, 1935

## Articles
- « Une audience de la reine Marie de Roumanie », Le Gaulois, 6 avril 1926, p. 1-2 lire en ligne sur Gallica
- « En Tunisie », Les Annales coloniales, 8 aout 1938 lire en ligne sur Gallica[note 3]
- « Dans le Djurjura », Scène et Monde, mars 1940, p. 7

## Théâtre
- Un bouquet perdu, comédie en un acte, création : Studio des Champs-Elysées, 1933[18]
- Le Hasard et les concubines, comédie en un acte, création : Studio des Champs-Elysées, 1933[19]
- Quand elles parlent d'amour, théâtre Albert Ier, 1934
- Sylvette ou Sylvie ?, comédie en un acte avec danses, création Théâtre Comœdia, 1932[20]

## Critiques
- « Mlle Lucie Paul-Margueritte nous donne, dans la petite collection des « Scripta brevia », des Paillettes qui ne manquent ni d'éclat ni de grâce. Cette jeune fille, qui porte dignement un très beau nom littéraire, s'est amusée à réunir ses pensées, ses réflexions, ses remarques ; elles sont assez mélancoliques ces pensées, d'un scepticisme, d'un désenchantement qui étonnent un peu chez une jeune fille, et je veux croire que Mlle Lucie Paul-Margueritte n'est pas tout à fait sincère lorsqu'elle nous définit par exemple : “le désir : une désillusion future”. »[21]
- « Mme Lucie Paul Margueritte a tracé, dans La jeune fille mal élevée, un portrait malicieux et exact de la jeune fille libérée (...)attachante. Le maître du roman contemporain M. Paul Bourget, a reconnu des premiers l'importance de cette œuvre. […] Un pareil patronage a placé Mme Lucie Paul-Margueritte au premier rang des écrivains féminins d'aujourd'hui. »[22]
- « Lucie Paul Margueritte, petite-fille du général de la conquête, Margueritte fait un voyage en Algérie, de Tlemcen à Constantine et d’Alger à Biskra et Laghouat où est né Paul Margueritte, son père, en passant par Bou Saada... durant l’année 1938. Elle raconte ce périple instructif pour elle, ses lecteurs de l’époque et les lecteurs d’aujourd’hui, dans un livre publié en 1948 « En Algérie, Enquêtes et Souvenirs ». Lucie Paul-Margueritte s’intéresse particulièrement à l’éducation et à l’instruction des jeunes filles musulmanes qu’elle rencontre dans les écoles de filles indigènes à travers le pays et les ouvroirs des religieuses. »[23]

## Distinctions
- Légion d'honneur, 1930[24]
- Prix d’Académie de l’Académie française, 1930
- Prix du concours de la Chanson française pour Premier amour, romance de Lucie Paul-Margueritte, musique de Yvan Gosselin, 1934
- Prix Kornmann de l'Académie française, 1941
- Prix d’Académie de l'Académie française, 1943
- Prix d’Académie de l'Académie française, 1944
- Prix Jean-Jacques-Berger de l'Académie française pour le guide Auteuil-Passy, 1947[25]
- Prix Georges-Dupau de l'Académie française, 1950[26]
- Prix Alice-Louis Barthou de l'Académie française, 1954[27]